# しあわせ音頭
「しあわせ音頭」（しあわせおんど）は、1982年7月10日に発売された柏原よしえの企画シングル。

## 概要
表題曲「しあわせ音頭」は細野晴臣が作曲を担当している。オリコンチャートの最高位は70位、公称シングル売上枚数は5万枚。企画盤のためオリジナル・アルバムには収録されず、シングル・レコードのみでしか視聴出来ない状況が長く続いたが、2004年3月発売のCD-BOX『柏原芳恵 プレミアムBOX』に収録され初CD化となったほか、2010年3月発売の『デビュー30周年シングル・コレクション』、2018年8月に発売されたリマスター盤『サマー・センセイション +4』にはボーナストラックとして収録された。

## 収録曲
1. しあわせ音頭（3分56秒）
  - 作詞：藤田まさと　作曲：細野晴臣　編曲：清水信之
2. 恋人よ帰れ（3分29秒）
  - 作詞・作曲：佐々木勉　編曲：桜庭伸幸

## 参考資料
- シングルチャート大辞典
- 70-80年代アイドル・芸能・サブカル考察サイト『idol.ne.jp』